# Darbras
Darbres és un municipi francès situat al departament de l'Ardecha i a la regió d'Alvèrnia-Roine-Alps. L'any 2007 tenia 247 habitants.

## Demografia

### Població
El 2007 la població de fet de Darbres era de 247 persones. Hi havia 104 famílies de les quals 24 eren unipersonals (16 homes que vivien sols i 8 dones que vivien soles), 36 parelles sense fills, 28 parelles amb fills i 16 famílies monoparentals amb fills.
La població ha evolucionat segons el següent gràfic:
Habitants censats

### Habitatges
El 2007 hi havia 192 habitatges: 104 eren l'habitatge principal de la família, 74 eren segones residències i 14 estaven desocupats. 172 eren cases i 16 eren apartaments. Dels 104 habitatges principals, 76 estaven ocupats pels seus propietaris, 25 estaven llogats i ocupats pels llogaters i 3 estaven cedits a títol gratuït; 11 tenien dues cambres, 21 en tenien tres, 24 en tenien quatre i 48 en tenien cinc o més. 83 habitatges tenien pel cap baix una plaça de pàrquing. A 42 habitatges hi havia un automòbil i a 53 n'hi havia dos o més.

### Piràmide de població
La piràmide de població per edats i sexe el 2009 era:
| Homes | Edats   | Dones |
| ----- | ------- | ----- |
| 0     | 95 o +  | 0     |
| 0     | 90 a 94 | 0     |
| 4     | 85 a 89 | 0     |
| 0     | 80 a 84 | 4     |
| 4     | 75 a 79 | 8     |
| 4     | 70 a 74 | 0     |
| 12    | 65 a 69 | 12    |
| 0     | 60 a 64 | 0     |
| 4     | 55 a 59 | 8     |
| 16    | 50 a 54 | 4     |
| 8     | 45 a 49 | 8     |
| 12    | 40 a 44 | 8     |
| 16    | 35 a 39 | 16    |
| 8     | 30 a 34 | 0     |
| 0     | 25 a 29 | 4     |
| 4     | 20 a 24 | 0     |
| 4     | 15 a 19 | 8     |
| 0     | 10 a 14 | 12    |
| 0     | 5 a 9   | 4     |
| 8     | 0 a 4   | 0     |

## Economia
El 2007 la població en edat de treballar era de 156 persones: 114 eren actives i 42 eren inactives. De les 114 persones actives 100 estaven ocupades (55 homes i 45 dones) i 14 estaven aturades (6 homes i 8 dones). De les 42 persones inactives 15 estaven jubilades, 12 estaven estudiant i 15 estaven classificades com a «altres inactius».

### Ingressos
El 2009 a Darbres hi havia 90 unitats fiscals que integraven 222 persones, i la mediana anual d'ingressos fiscals per persona era de 15.238 €.

### Activitats econòmiques
Dels 9 establiments que hi havia el 2007, 1 era d'una empresa alimentària, 1 d'una empresa de construcció, 2 d'empreses de comerç i reparació d'automòbils, 1 d'una empresa de transport, 3 d'empreses d'hostatgeria i restauració i 1 d'una empresa financera.
L'únic establiment comercial que hi havia el 2009 era una fleca.
L'any 2000 a Darbres hi havia 14 explotacions agrícoles que ocupaven un total de 846 hectàrees.

## Equipaments sanitaris i escolars
El 2009 hi havia una escola elemental.

## Poblacions més properes
El següent diagrama mostra les poblacions més properes.